# Hydrophylax leptoglossa
Hydrophylax leptoglossa es una especie de anfibio anuro de la familia Ranidae.

## Distribución geográfica
Esta especie se encuentra:
- en Bangladés, en los distritos de Chittagong, Sylhet, Barisal, Daca y Mymensingh;
- en Birmania;
- en el noreste de la India en los estados de Assam, Mizoram, Tripura y Meghalaya;
- en el oeste de Tailandia.[5]

## Publicación original
- Cope, 1868 : An examination of the Reptilia and Batrachia obtained by the Orton Expedition to Equador and the Upper Amazon, with notes on other species. Proceedings of the Academy of Natural Sciences of Philadelphia, vol. 20, p. 96-140[6]